# 안동 광산김씨 탁청정공파 종택
안동 광산김씨 탁청정공파 종택(安東 光山金氏 濯淸亭公派 宗宅)은 경상북도 안동시 와룡면 오천리에 있는 가옥이다. 2012년 8월 24일 대한민국의 국가민속문화재 제272호로 지정되었다.

## 개요
이 종택은 조선 중종 36년(1541)에 최초로 건립된 것으로 추정된다. 1974년 안동댐 건설로 인해 기존 위치에서 2km 떨어진 외곽 산 중턱인 지금의 위치로 옮겨 세워졌다. 종택의 좌향(坐向)은 달라졌지만 기존 배치를 따라 건물의 형식은 원형과 동일한 형태로 이축됐다.
건물의 보존상태가 양호하고 사랑채와 안채, 그리고 좌·우익사가 연결된 안동지역에서 많이 보이는 ‘ㅁ’자형 평면의 전형적 배치를 보여주며, 조선 중기 안동지방 사대부들의 생활상과 건축에 대한 의식이 잘 반영되어 있는 유서 깊은 종가이다.
또 탁청정(濯淸亭) 김유(金綏, 1481~1552)가 쓴 조선 전기 전통 음식의 조리와 가공법을 기록한 현존하는 최고(最古)의 요리서 수운잡방(需雲雜方)을 비롯하여 종가의 고문서 등 다양한 민속자료가 보존되고 있어 당시의 생활사와 함께 사회사, 경제사 등을 파악할 수 있는 중요한 자료로서 큰 가치가 있다.

## 같이 보기
- 김유
- 수운잡방

## 참고 자료
- 안동 광산김씨 탁청정공파 종택 - 국가유산청 국가유산포털